# Kiko Femenía
Francisco 'Kiko' Femenía Far (ur. 2 lutego 1991 w Sanet y Negrals) – hiszpański piłkarz występujący na pozycji pomocnika w angielskim klubie Watford.

## Kariera
Kiko, który jest wychowankiem akademii Hérculesa, zadebiutował w pierwszej drużynie w wieku 17 lat. Stało się do 15 czerwca 2008 roku podczas zremisowanego 1-1 spotkania z Cádiz CF. Wynik ten przypieczętował spadek zespołu z Andaluzji, mimo że ci protestowali, iż podczas spotkania na murawę z sektora kibiców Hérculesa wbiegł chłopiec.
W sezonie 2008/09 Kiko zaliczył kolejny występ w pierwszym zespole. Ponownie stało się to w ostatniej kolejce, gdy przeciwnikiem jego zespołu była UD Salamanca. Po zakończeniu rozgrywek Kiko podpisał swój pierwszy profesjonalny kontrakt, który związał go z klubem na kolejne pięć lat. W kolejnym sezonie stał się już ważniejszą osobą w pierwszym zespole i został pierwszym zmiennikiem doświadczonego Francisco Rufete, dzięki czemu rozegrał aż 1000 minut w lidze oraz pomógł swojej drużynie powrócić do Primera División po 13 latach przerwy.
28 sierpnia 2010 roku Kiko, podczas spotkania z Athletic Bilbao, zadebiutował w hiszpańskiej ekstraklasie, zmieniając w drugiej połowie Abela Aguilara. Po kilku minutach spędzonych na boisku oraz kilku złych decyzjach doznał ataku paniki, z którego wyszedł bez uszczerbku na zdrowiu, jednakże jego zespół przegrał 0-1.
Kiko trafił do Barcelony B 6 lipca 2011 roku za kwotę 2 milionów euro oraz dodatkowych 1,5 miliona euro zmiennych. 4 września zdobył swoją pierwszą bramkę w barwach klubu. Stało się to podczas wygranego 4:0 spotkania wyjazdowego z FC Cartagena.
27 sierpnia 2013 roku za porozumieniem stron rozwiązał kontrakt z Barceloną. Dzień później podpisał czteroletni kontrakt z Realem Madryt Castilla.

## Statystyki kariery
(aktualne na dzień 13 maja 2019)
| Klub               | Sezon              | Liga                | Liga  | Liga   | Puchary krajowe | Puchary krajowe | Europa | Europa | Inne  | Inne   | Suma  | Suma   |
| Klub               | Sezon              | Liga                | Mecze | Bramki | Mecze           | Bramki          | Mecze  | Bramki | Mecze | Bramki | Mecze | Bramki |
| ------------------ | ------------------ | ------------------- | ----- | ------ | --------------- | --------------- | ------ | ------ | ----- | ------ | ----- | ------ |
| Hércules B         | 2007/08            | Regional Preferente | 1     | 0      | –               | –               | –      | –      | –     | –      | 1     | 0      |
| Hércules B         | 2008/09            | Regional Preferente | 9     | 0      | –               | –               | –      | –      | –     | –      | 9     | 0      |
| Hércules CF        | 2007/08            | Segunda División    | 1     | 0      | 0               | 0               | –      | –      | –     | –      | 1     | 0      |
| Hércules CF        | 2008/09            | Segunda División    | 1     | 0      | 0               | 0               | –      | –      | –     | –      | 1     | 0      |
| Hércules CF        | 2009/10            | Segunda División    | 35    | 3      | 5               | 0               | –      | –      | –     | –      | 40    | 3      |
| Hércules CF        | 2010/11            | Primera División    | 34    | 1      | 1               | 0               | –      | –      | –     | –      | 35    | 1      |
| FC Barcelona B     | 2011/12            | Segunda División    | 30    | 5      | –               | –               | –      | –      | –     | –      | 30    | 5      |
| FC Barcelona B     | 2012/13            | Segunda División    | 33    | 1      | –               | –               | –      | –      | –     | –      | 33    | 1      |
| Real Madryt B      | 2013/14            | Segunda División    | 5     | 0      | –               | –               | –      | –      | –     | –      | 5     | 0      |
| AD Alcorcón        | 2014/15            | Segunda División    | 17    | 0      | –               | –               | –      | –      | –     | –      | 17    | 0      |
| Deportivo Alavés   | 2015/16            | Segunda División    | 38    | 5      | –               | –               | –      | –      | –     | –      | 38    | 5      |
| Deportivo Alavés   | 2016/17            | Primera División    | 31    | 0      | 6               | 0               | –      | –      | –     | –      | 37    | 0      |
| Watford            | 2017/18            | Premier League      | 23    | 1      | 0               | 0               | –      | –      | –     | –      | 23    | 1      |
| Watford            | 2018/19            | Premier League      | 29    | 1      | 5               | 0               | –      | –      | –     | –      | 34    | 1      |
| Ogólnie w karierze | Ogólnie w karierze | Ogólnie w karierze  | 280   | 16     | 17              | 0               | 0      | 0      | 0     | 0      | 298   | 16     |